# Пекинский Всемирный парк
Пекинский Всемирный парк (кит. упр. 北京世界公园, пиньинь Shìjiè Gōngyuán) — это тематический парк в районе Фэнтай, города Пекин (Китай). Площадь парка около 47 гектаров. Первый камень в основание был заложен 5 апреля 1992 г., открылся парк в 1993 году и, по оценкам, ежегодно принимает около 1,5 млн посетителей.

## В парке

### Вход в парк
Около входа в парк стоит макет собора Святого Стефана, рядом же есть римский коридор и гранитные скульптуры. Сразу за воротами находится сад с террасой в стиле итальянского Ренессанса с лестницами, лужайками, фонтанами и скульптурами. По всему парку разбросано еще больше газонов и садов. На этих лужайках расположены миниатюрные модели около 100 самых известных статуй в мире такие как: Статуя свободы, Венера Милосская, Давид и другие.

### Живописная зона
Живописная зона парка повторяет схему земного шара, представляющую четыре основных океана и сосредоточенную на пяти континентах: Азии, Африке, Европе, Северной Америке и Южной Америке, на каждом «континенте» располагаются макеты величайших зданий, которые находятся или находились в прототипах континентов например: макет Красной площади в «европейской части» парка или макет мавзолея Тадж-Махал в «азиатской части».

### Список некоторых международных достопримечательностей, представленных в Пекинском Всемирном парке

#### Европа
- Атомиум
- Афинский Акрополь
- Башня Биг-Бен
- Бронзовая статуя русалки
- Варшавская сирена
- Вестминстерский дворец
- Замок Нойшванштайн
- Колизей
- Красная площадь
- Мост Риальто
- Парижская Триумфальная арка
- Петропавловский собор
- Пизанская башня
- Ставкирка в Урнесе
- Собор Парижской Богоматери
- Собор Святого Петра
- Собор Святого Стефана
- Стоунхендж
- Тауэрский мост
- Эйфелева башня

#### Азия
- Ангкор-Ват
- Большой дворец в Бангкоке
- Боробудур
- Мост Мучеников 15 Июля
- Великая Китайская стена
- Вавилонские Ворота Иштар
- Императорская вилла Кацура[англ.]
- Купол Скалы
- Пагода Шведагон
- Пагода Шакьямуни
- Персеполь
- Пещеры Могао
- Санчи
- Собор Святой Софии
- Тадж-Махал
- Хорю-дзи

#### Африка
- Абу-Симбел
- Александрийский маяк
- Большой Сфинкс
- Карнакский храм
- Пирамиды Гизы

#### Америка
- Белый дом
- Большой каньон
- Капитолий
- Статуя Свободы
- Эмпайр-стейт-билдинг и Всемирный торговым центром

#### Австралия и океания
- Сиднейский оперный театр
- Статуи Моаи на острове Пасха

### Торговая, обеденная и развлекательная зона
Другая часть парка включает в себя торговую и обеденную зоны. Эта зона построена по образцу западноевропейской архитектуры. Здесь располагаются магазины, кафе и рестораны в которых можно купить сувениры и попробовать блюда из разных национальных кухонь. Эта вторая часть парка также включает в себя развлекательную зону, где в больших театрах проходят выступления и оперы, демонстрирующие национальные костюмы, движения и обычаи разных народов. Существуют также культурные фольклорные танцы, которые проходят в помещении или на открытых площадках. Эти танцы могут исполняться танцорами Пекинского всемирного парка или труппами, представляющими их местные культуры.

## Парк во время летних Олимпийских игр 2008 года
Во время летних Олимпийских игр 2008 года в Пекине, парк был выбран в качестве одной из трех зон протеста.

## Галерея

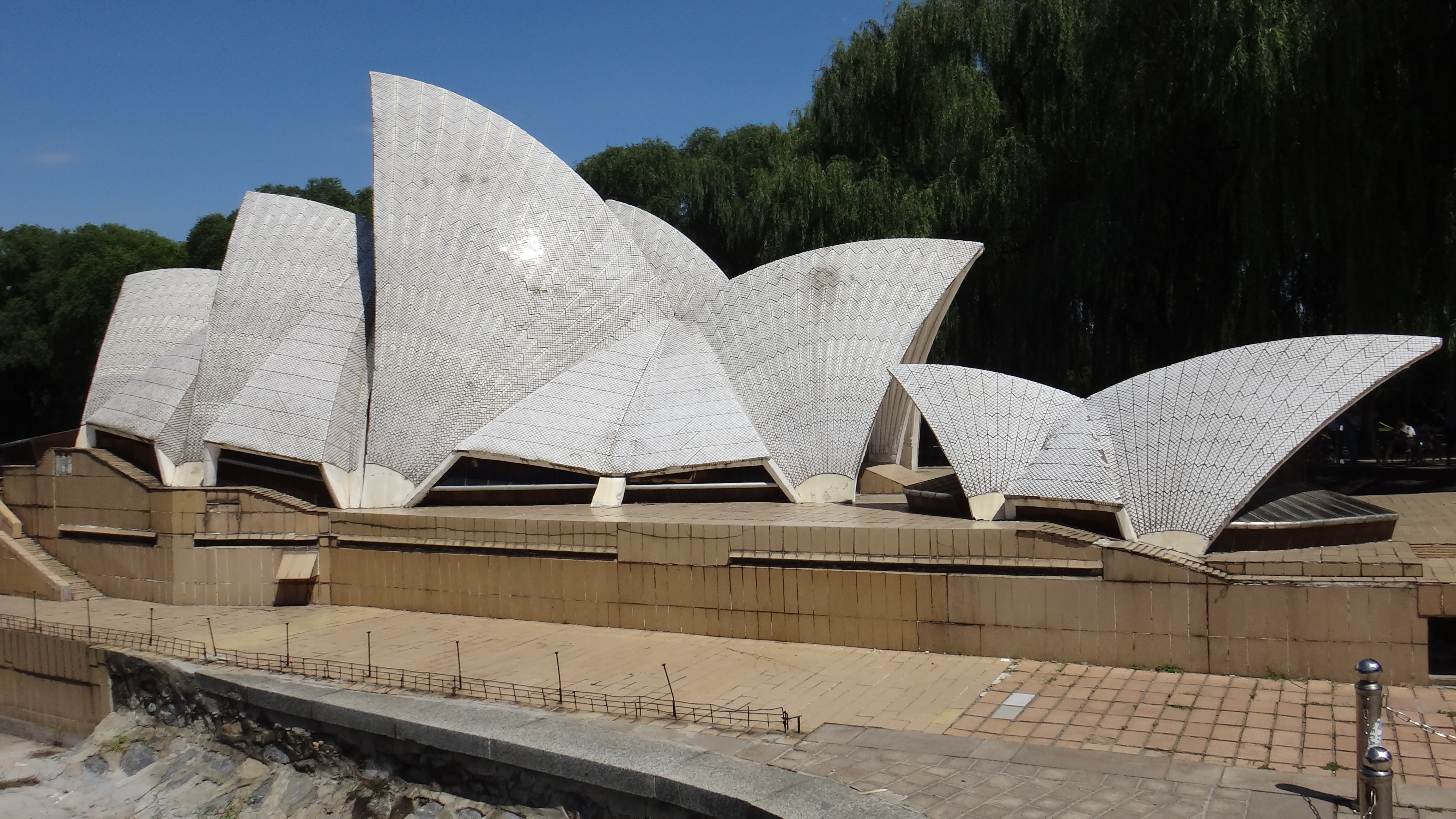
Макет Сиднейского оперного театра.
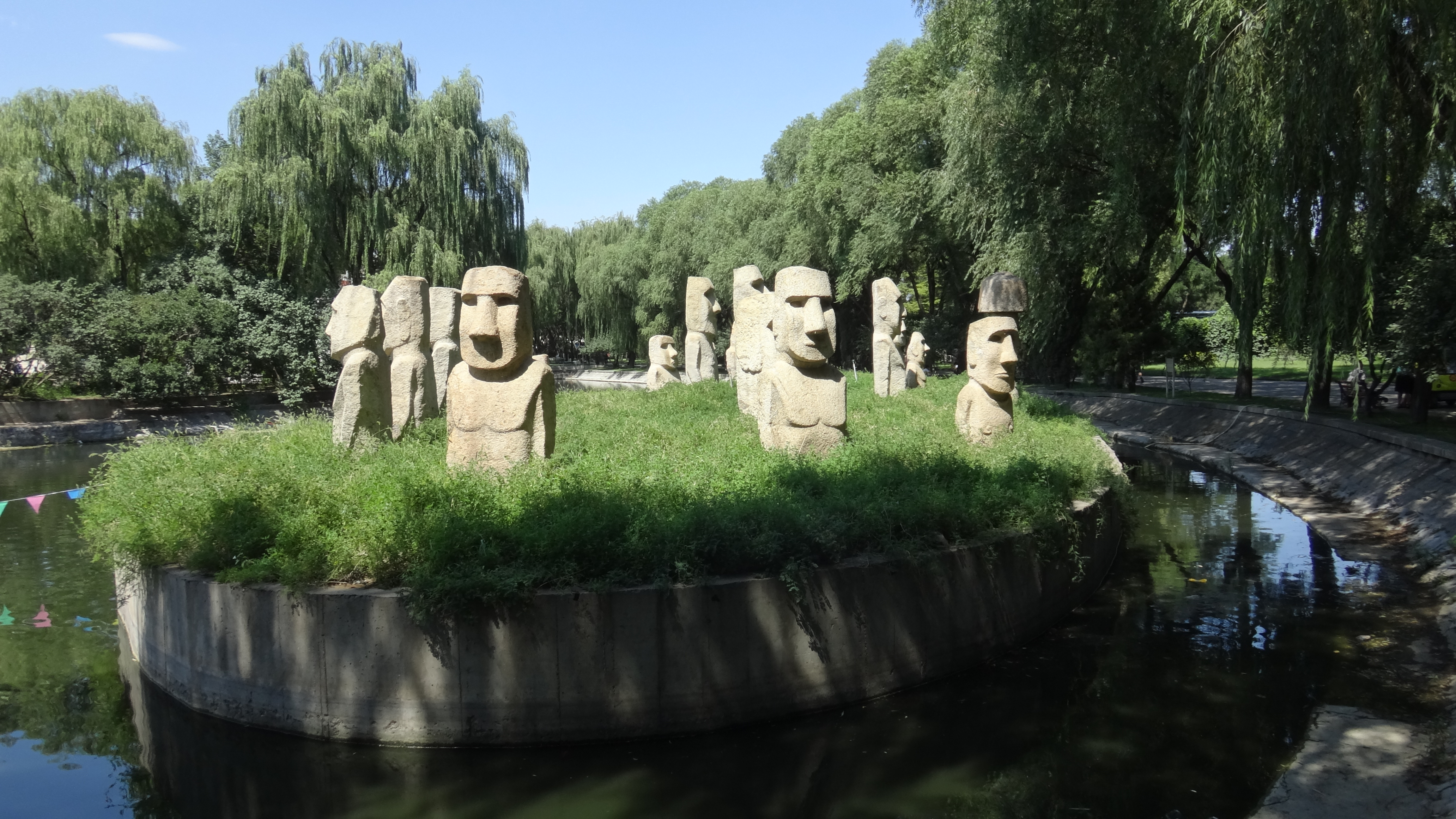
Макет статуй Моаи.
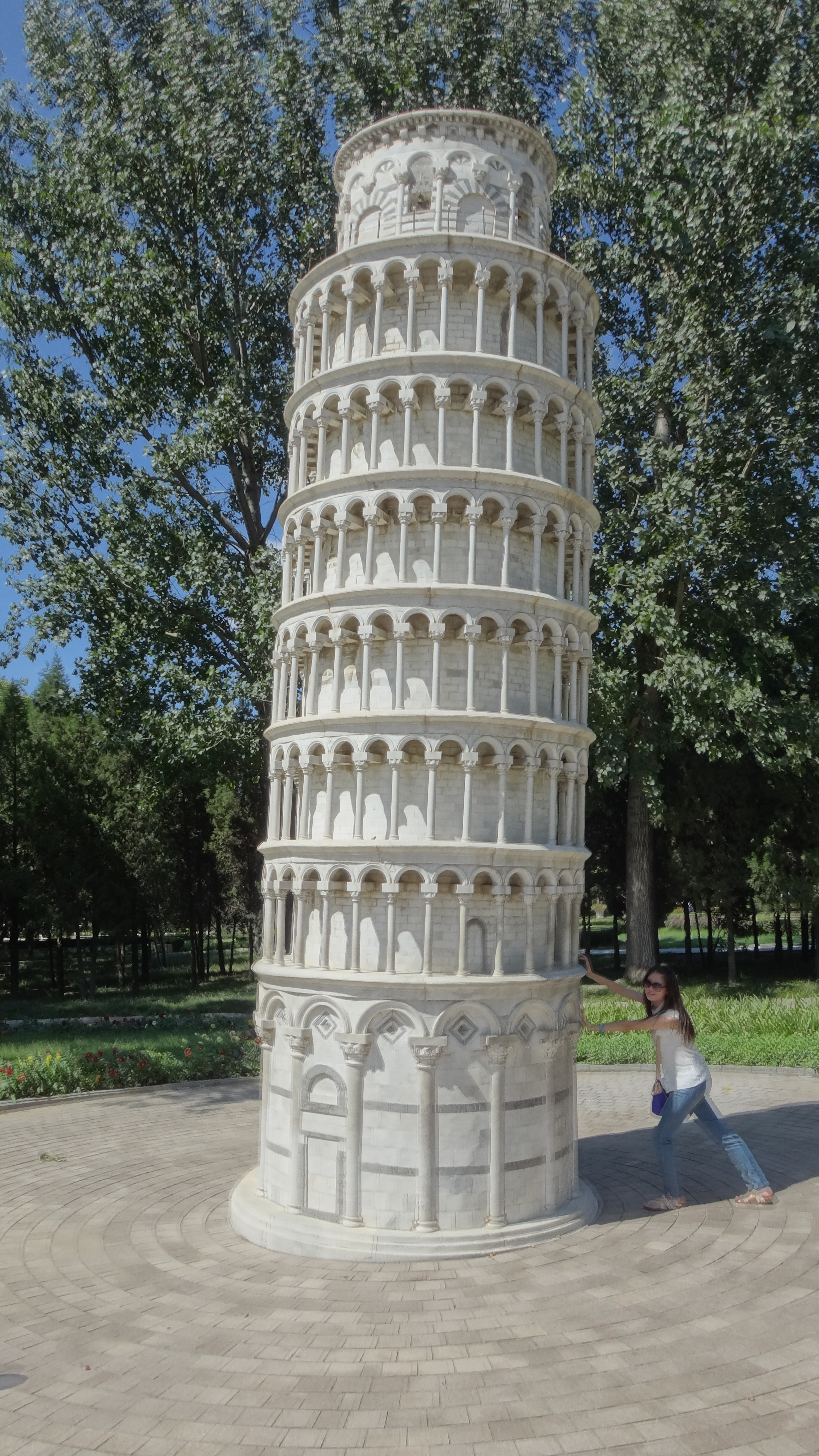
Макет Пизанской башни
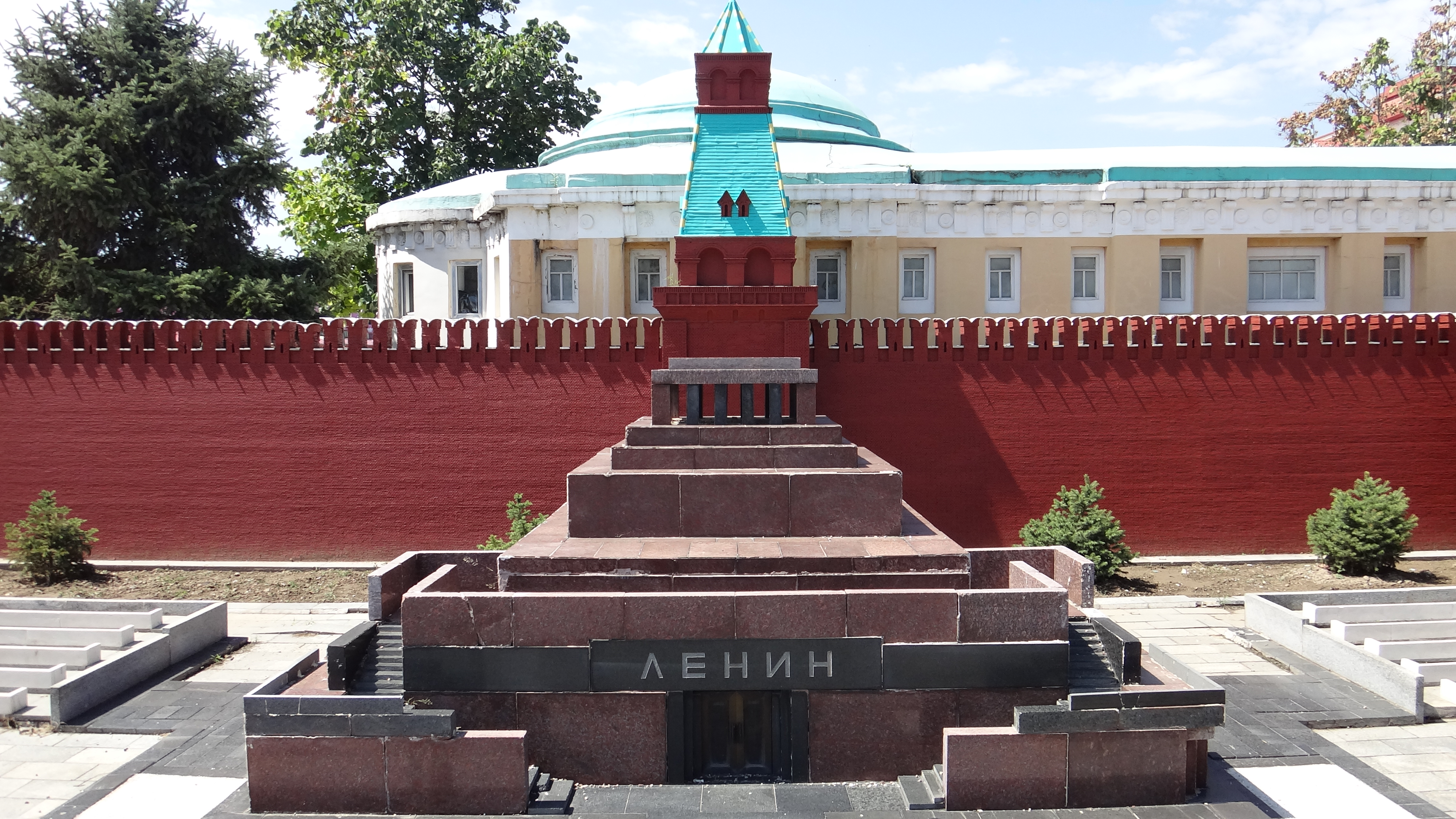
Макет Красной площади.
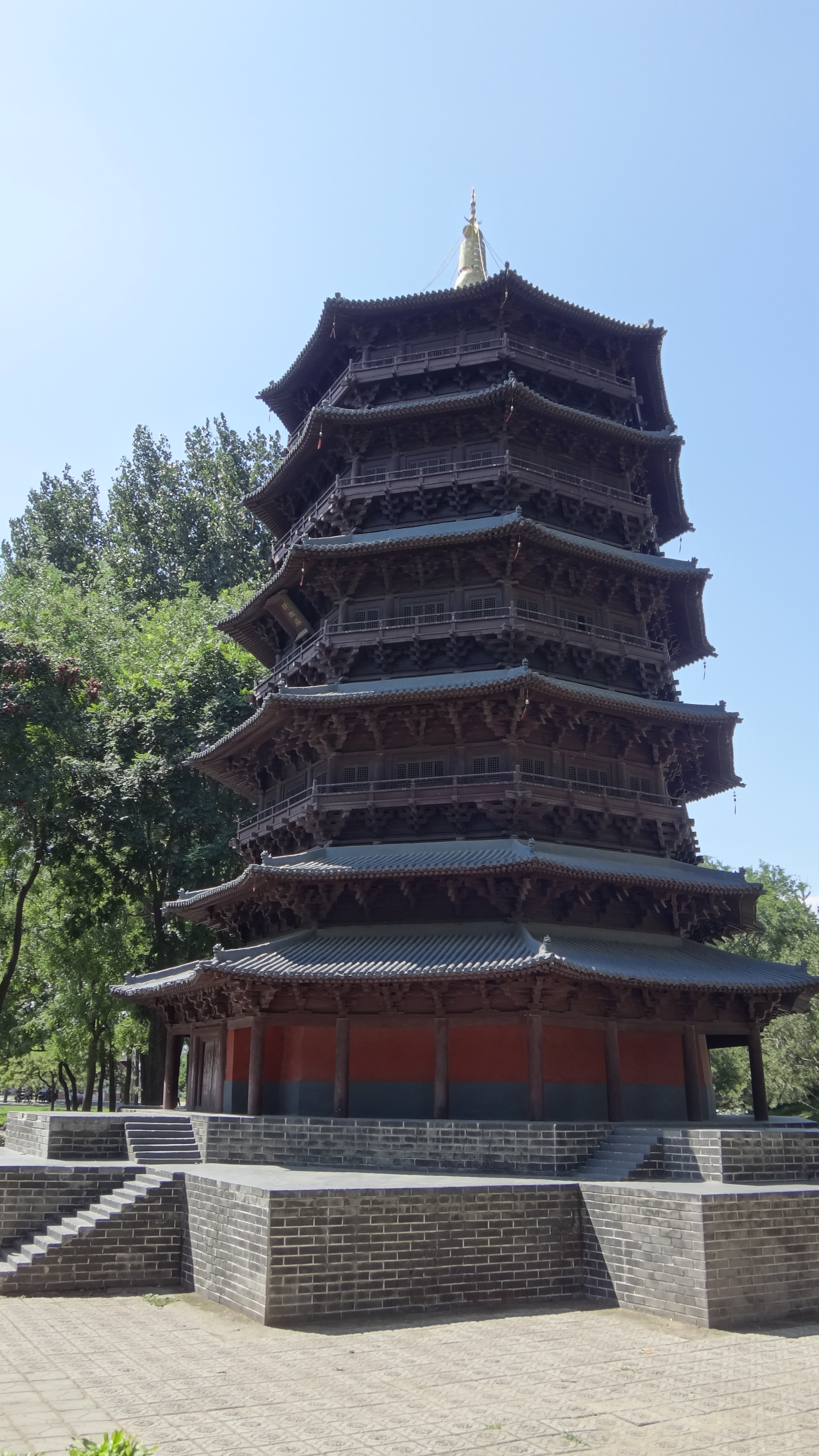
Макет Пагоды Иньсянь.
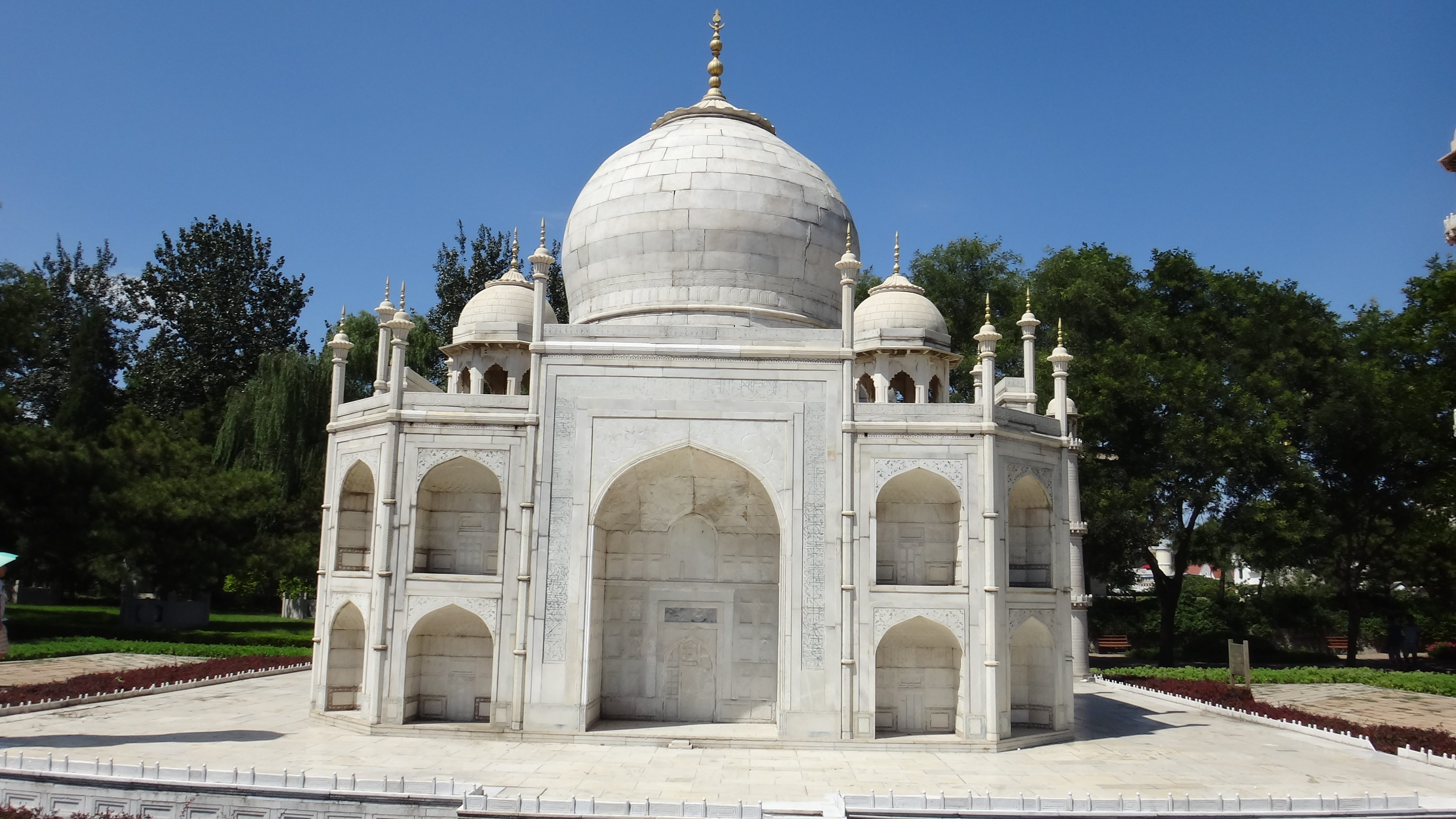
Макет Тадж-махала.
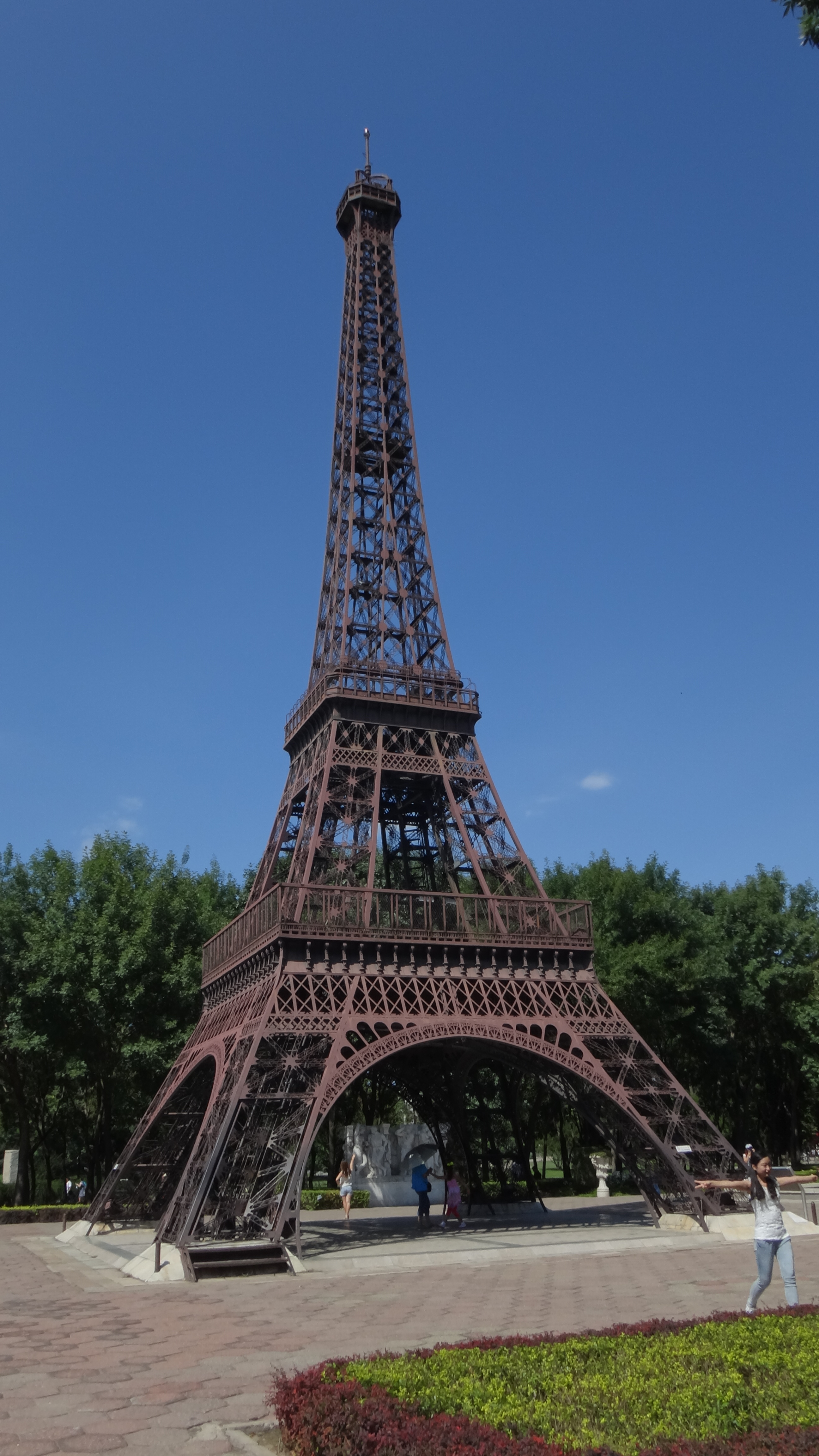
Макет Эйфелевой башни.
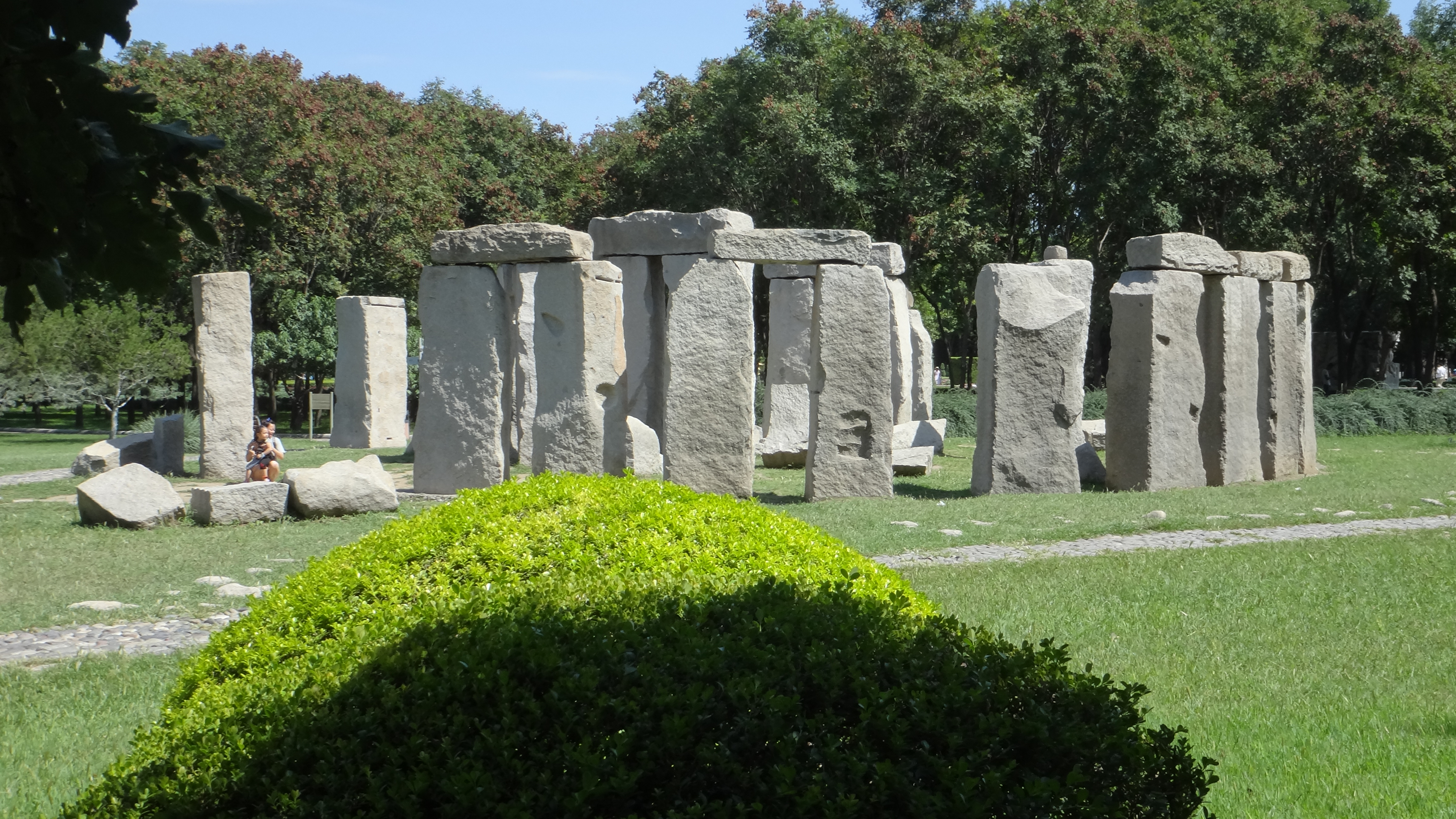
Макет Стоунхенджа.
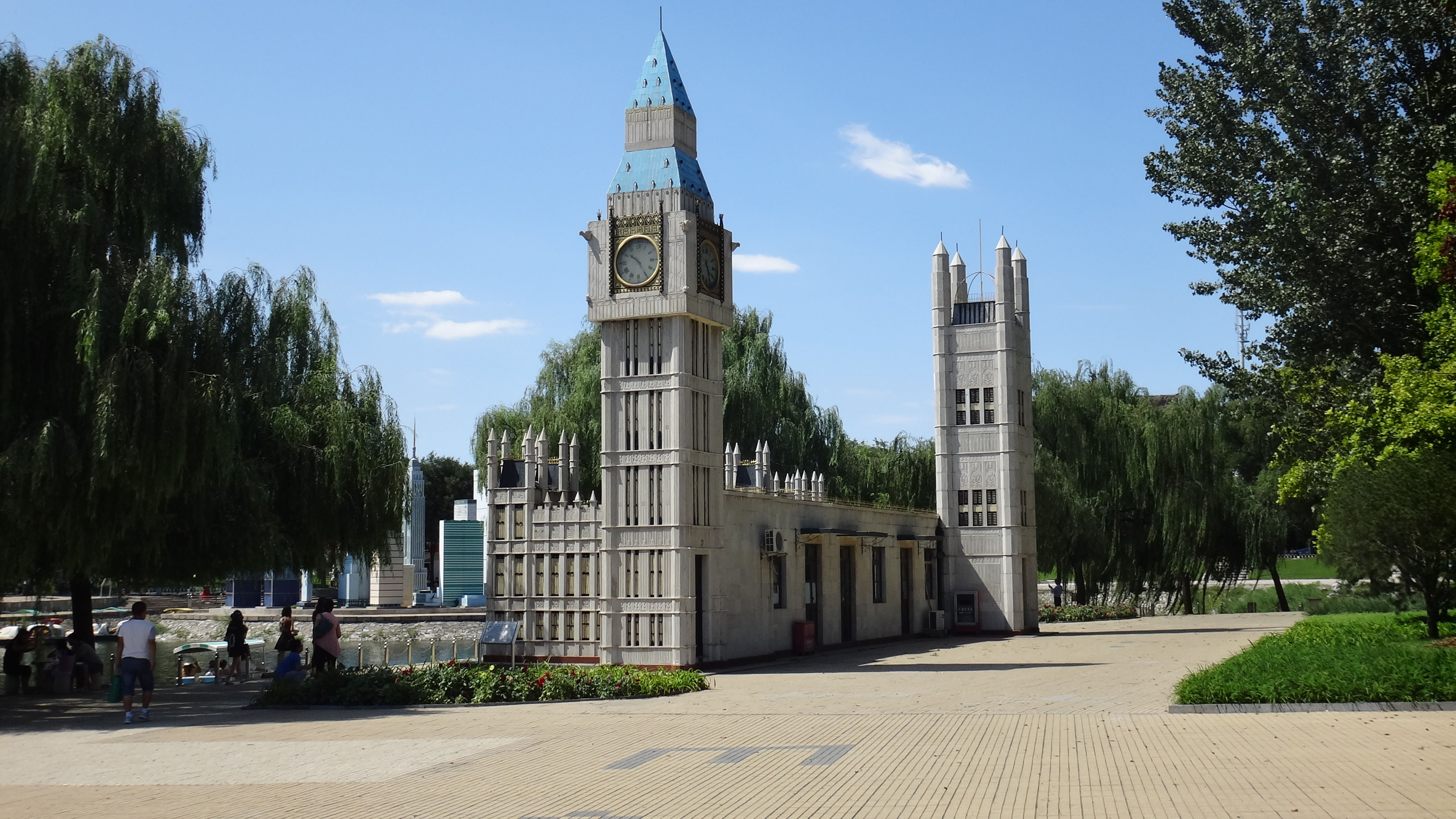
Макет Биг-Бена.

## В культуре
«Мир» — фильм-драма 2004 года режиссера Цзя Чжанке, снятый в Пекинском всемирном парке и посвященный жизни вымышленных сотрудников парка.